# Wadewitz (Wermsdorf)
Wadewitz ist ein Ortsteil der Gemeinde Wermsdorf im Landkreis Nordsachsen in Sachsen.

## Geografie und Verkehrsanbindung
Der Ort liegt südöstlich von Wermsdorf. Unweit nördlich und östlich fließt die Döllnitz, ein linker Nebenfluss der Elbe.
Nördlich verläuft die B 6, östlich die B 169 und südlich die A 14.

## Kulturdenkmale
In der Liste der Kulturdenkmale in Wermsdorf ist für Wadewitz ein Kulturdenkmal aufgeführt.